# グラタンフライ
グラタンフライは、青森県八戸市で作られているご当地グルメである。

## 概要
マカロニ、鶏肉、たまねぎが入ったグラタンを春巻きの皮で包み、パン粉をつけて揚げた食品である。1981年に八戸高等学校の購買店に商品を出したことを皮切りに、八戸市内の高校での売店で販売されていたことから、地元の高校生などから人気を集めているソウルフードである。八戸市のむつ食品ストアが有名である。